# Yeshivá Brit Brajá
La Yeshivá Brit Brajá (YBB) fue fundada en el año de 2012. Es la primera Yeshivá en línea o virtual en Latinoamérica y España, auspiciada por Brit Braja Worldwide Jewish Outreach, con el soporte académico de la Comunidad Brit Brajá México y del Temple Israel of Greater Kansas City, teniendo su sede física en la ciudad de Kansas City en los Estados Unidos, con representación en la Ciudad de México y en la Ciudad de Brasilia en Brasil. Fue fundada con el propósito de ser un centro de investigación, académico, cultural y religioso completamente en línea para el Movimiento Judío Reformista o Liberal en los países de habla española y portuguesa.
Sus estudiantes (Hombres y mujeres) forman parte de una comunidad virtual y local de erudición, fe y activismo social, teniendo una base de investigación en grupo y autodidacta o de autoaprendizaje, pero estando en contacto con sus maestros correspondientes quienes responden a las preguntas en vivo o por escrito vía internet.
La Yeshiva Brit Brajá se caracteriza por ser abierta, incluyente y sin ningún tipo de discriminación debido a origen, raza, género o nivel socioeconómico, así como también por sus clases a distancia que son presenciales a través de la Web en tiempo real, cuyo objetivo es el de formar y sostener a líderes comunitarios, cantores, comunales y profesionales de la educación a través de sus carreras en el servicio al Judaísmo reformista y a Klal Yisrael.